# Krajgerji
Kraiger/Krajger/furlanska veja: Kraigher itd./ družina plemičev na Slovenskem in Koroškem. Imeli so gradove na pomembnih lokacijah. Večinoma Koroške so imeli v oblasti. Na Gorenjskem so zavzemali posesti do Kranja in tudi manjše dele okoli Postojne. Znan grad v njihovi last je bil Blejski grad. Imeli so pogodbo s Celjskimi grofi, da če umrejo, prevzamejo njihovo posest. Rodbina Krajgerjev, ki si je lastila gradove in posesti je izumrla. Celjski grofje so prevzeli njihovo posest. Kasneje so tudi oni izumrli in so njihovo posest prevzeli Habsburžani.
Še danes živijo potomci Krajgerjev.